# Гай Рабирий Постум
Гай Рабирий Постум e римски конник, банкер и по-късно сенатор на Римската република през 1 век пр.н.е.
Произлиза от фамилията Рабирии и е син на Гай Куртий. Осиновен е от чичо му Гай Рабирий.
Рабирий е банкер и дава назаем големи суми за подкупи на египетския цар Птолемей XII Авлет.
Когато през 55 пр.н.е. Авъл Габиний поставя царя отново на трона, Рабирий става финансов министър (dioiketes). През 54 пр.н.е. напуска Египет и скоро след това е обвинен в Рим от народния трибун Гай Мемий. Цицерон го защитава 54 пр.н.е. успешно с речта Pro Rabirio Postumo, която е запазена.
През гражданската война той се бие на страната на Юлий Цезар, който го приема през 49 пр.н.е. в Сената. През 48 пр.н.е. е претор, 47 пр.н.е. е проконсул на провинция Азия, 46 пр.н.е. служи като легат на Цезар в Северна Африка. Желае да кандидатства да стане консул за 45 пр.н.е.